# Альбрехт VI (герцог Баварії)
Альбрехт VI (нім. Albrecht VI.; 26 лютого 1584 ,Мюнхен— 5 липня 1666, Мюнхен) — герцог Баварсько-Лейхтенберзький в 1646–1650 роках.

## Життєпис
Походив з династії Віттельсбахів. П'ятий син Вільгельма V, герцога Баварії, та Ренати Лотаринзької. Народився 1584 року в МюнхенІ. 1612 року пошлюбив представницю роду Лейхтенбергів.
До 1636 року, поки в його старшого брата Максиміліана I не народився спадкоємець, був одним з претендентів на трон герцогства Баварського. 1646 року після смерті швагра Максиміліана Адама успадкував ландграфство Лейхтенберг, яке набуло статусу герцогства.
1650 року обміняв герцогство Лейхтенберг на графство Гааґ. 1651 року після смерті брата Максиміліана I став курадміністратором (регентом) при малолітньому небожеві Фердинанді Марії. 1654 року склав повноваження курадміністратора.
Помер 1666 року в Мюнхені. Його було поховано у Церкві паломництва в Альтеттінгу.

## Родина
Дружина — Мехтільда, дочка Георга IV Людвіга, ландграфа Лейхтенбергу.
Діти:
- Марія Рената (1616—1630)
- Карл Йоганн Франц (1618—1640)
- Фердинанд Вільгельм (1620—1629), канонік собору в Мюнстері
- Максиміліан Генріх (1621—1688), курфюрст-архієпископ Кельнський
- Альбрехт Сигізмунд (1623—1685), єпископ Регенсбурга і Фрайзінга